# Deportazione (Impero assiro)

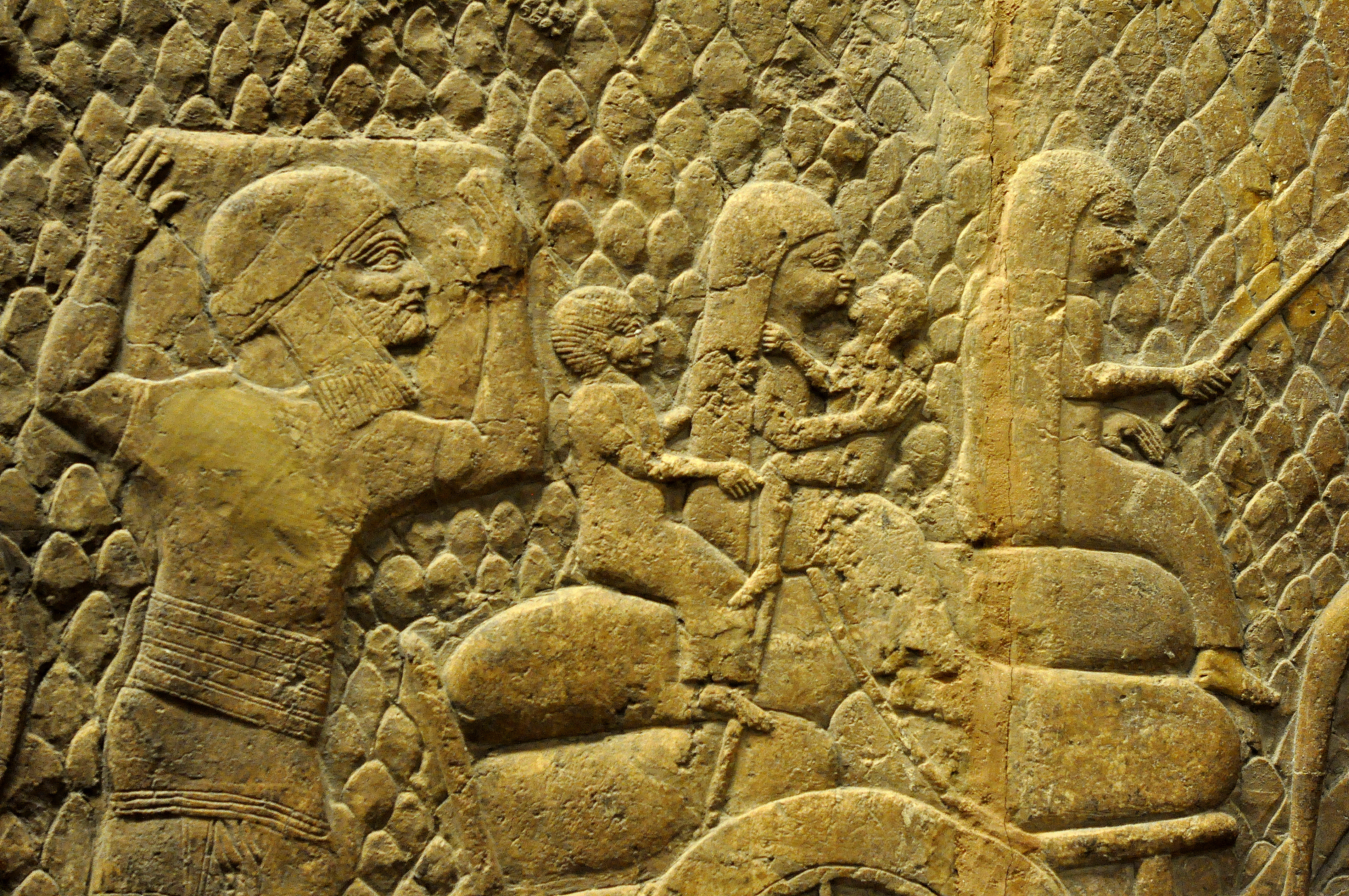
Una famiglia di giudei deportata dopo l'Assedio di Lachish - rilievo del muro dal palazzo sud-ovest di Ninive.

Nei tre secoli che iniziano con il regno di Ashur-dan II (934-912 a.C.), l'Impero neo-assiro praticò sistematicamente la deportazione d'interi popoli reinsediandoli all'interno dei propri confini. La maggior parte degli interventi fu effettuato con un'attenta pianificazione da parte del governo al fine di rafforzare l'impero: es. una popolazione poteva essere spostata per diffondere tecniche agricole o sviluppare nuove terre; spesso la deportazione era una pena inflitta ai nemici politici come alternativa all'esecuzione. In altri casi, le élite selezionate di un territorio conquistato furono trasferite nell'impero assiro, per arricchire e aumentare la conoscenza al centro dell'impero.
Oded Bustenay nel 1979 ha stimato che circa 4,4 milioni di persone (± 900.000) sono state ricollocate in un periodo di 250 anni. Un esempio, il trasferimento degli israeliti alla fine dell'VIII secolo a.C. fu descritto in brani biblici e divenne noto come la "cattività assira".

## Storia

Gli ebrei furono uno dei molti popoli deportati dagli Assiri.

Non è noto se gli Assiri furono i primi a deportare le persone, anche se dal momento che nessuno prima aveva governato la Mezzaluna Fertile come loro è probabile che siano stati i primi a praticarla su larga scala. Gli Assiri cominciarono a utilizzare la deportazione di massa come una punizione per le ribellioni fin dal XIII secolo a.C.
Dal IX secolo a.C., gli Assiri presero l'abitudine di deportare regolarmente migliaia di soggetti facinorosi verso altre terre. Queste persone riallocate nella patria assira avrebbero minato la piattaforma dell'impero se si fossero ribellate nuovamente. Come risultato, la deportazione assira determinò la rimozione di una popolazione nemica per stabilirla in un altro luogo. Di seguito è riportato un elenco di deportazioni effettuate dai re assiri:
- 744 a.C. Tiglatpileser III deportò 65.000 persone dall'Iran ai confini assiro-babilonesi del fiume Diyala;
- 742 a.C. Tiglatpileser III deportò 30.000 persone da Emessa (Siria) nei monti Zagros nell'est;
- 721 a.C. Sargon II (dichiarò) di aver deportato 27.290 persone dalla Samaria (Israele) disseminandole nell'intero impero. Tuttavia, è probabile che la deportazione fosse stata ordinata dal suo predecessore spodestato, Salmanassar V;
- 707 a.C. Sargon II deportò 108.000 Caldei e Babilonesi dalla regione di Babilonia;
- 703 a.C. Sennacherib deportò 208.000 persone da Babilonia.

Tiglatpileser III reintrodusse la deportazione su larga scala, deportando decine e addirittura centinaia di migliaia di persone. Le deportazioni erano accoppiate alla colonizzazione, vedi sopra per maggiori dettagli.

## Tipi
Lo scopo delle deportazioni includeva ma non era limitato a:
1. guerra psicologica - la possibile deportazione avrebbe terrorizzato la gente;
2. integrazione - una base di popolazione multietnica in ogni regione avrebbe frenato il sentimento nazionalista, rendendo più facile la gestione dell'impero;
3. preservazione delle risorse umane - piuttosto che essere uccisi, gli uomini potevano servire come schiavi o come coscritti nell'esercito.

La deportazione forzata e il successivo reinsediamento furono usati dagli Assiri come strumenti di dominio politico e sottomissione per mantenere il controllo sui gruppi di persone conquistate. Grandi gruppi di popolazione furono sistematicamente trasferiti tra le diverse regioni dell'impero per rafforzare la loro unità politica o reprimere possibili ribellioni. Gli amministratori imperiali pianificarono i trasferimenti di popolazione, tenendo conto di considerazioni politiche, economiche e culturali. Ad esempio, le persone potrebbero essere spinte a sviluppare nuove terre o introdurre tecniche agricole in altre province, per ricostruire città distrutte durante l'assedio e la conquista, o per migliorare le città esistenti all'interno del cuore assiro. Questo tipo di reinsediamento pianificato iniziò durante il IX secolo a.C. e si diffuse alla fine dell'VIII secolo a.C., continuando per diversi secoli successivi.
Il reinsediamento potrebbe anche essere fatto come punizione per i nemici politici. Ad esempio, nel 720 a.C. Sargon II deportò 6.300 assiri ribellateglisi dal cuore dell'impero alla città di Hamat (moderna Hama, Siria) appena conquistata. Ordinando il reinsediamento anziché l'esecuzione dei suoi nemici, il re mostrò la sua misericordia, le minacce politiche furono rimosse dal centro dell'impero e anche i deportati furono utili nella ricostruzione della città dilaniata dalla guerra.
In altri casi, l'Assiria ha deportato persone dai territori appena conquistati nel suo cuore. In genere, le élite della popolazione veniva selezionata con un attento processo: artigiani, studiosi ed élite culturali, il cui reinsediamento nel cuore dell'impero avrebbe portato conoscenza e ricchezza. Le capitali dell'impero, Ninive, Nimrud e Assur erano ben popolate da persone provenienti da tutto l'impero, che furono determinanti nella costruzione dei monumenti duraturi dell'Assiria, inclusa la famosa Biblioteca di Assurbanipal.

## Logistica
Lo stato assiro ha supervisionato e pianificato il movimento per essere il più efficiente possibile. I deportati dovevano arrivare intatti, pronti per essere messi al lavoro e reinsediati nel loro nuovo ambiente. Alcune opere d'arte assira sopravvissute raffigurano deportati che viaggiano con la loro famiglia e possedimenti con bestie da soma al seguito, mentre altri pezzi raffigurano i popoli sfollati che marciano mentre sono ammanettati o legati, o mentre vengono trascinati con ganci posizionati nelle loro guance o nel naso. Sono stati utilizzati animali da viaggio, nonché scatole e navi per trasportare le provviste necessarie per il reinsediamento. I funzionari statali erano direttamente coinvolti, ad esempio una lettera di un funzionario a Tiglatpileser III mostrava che il funzionario forniva "provviste di cibo, vestiti, una sacca d'acqua, [...] scarpe e olio" ed era in attesa che gli asini siano disponibili prima di inviare un convoglio di deportati.

## Portata
Una stima del 1979 di Bustenay Oded, estrapolata dai documenti scritti, ha stimato che 4,4 milioni di persone, più o meno 900.000, sono state ricollocate in un periodo di 250 anni. L'85% di loro è stato reinsediato nella madrepatria assira.

## Status dei deportati
I documenti sopravvissuti non parlano direttamente dello status sociale e legale dei deportati ma gli storici hanno tentato di dedurli indirettamente, specialmente da documenti che menzionano persone con nomi non assiri nel cuore assiro, presumibilmente molte di queste persone erano deportate. Il trattamento dei deportati variava da caso a caso ed è difficile generalizzare, spesso coloro che non erano qualificati venivano ridotti in schiavitù e messi a lavorare su massicci progetti edilizi, mentre quelli versati in una specifica professione erano impiegati in accordo alla loro competenza. A coloro che lavoravano nell'agricoltura venivano assegnate terre su cui lavorare, con uno status simile a quello degli altri all'interno dell'impero. Molti hanno svolto lavori altamente qualificati, anche come artigiani, studiosi e commercianti. I deportati più istruiti e addestrati furono messi al servizio reale, e coloro che volevano adottare l'identità e gli dei assiri poterono unirsi all'esercito assiro. Lo stato ha incoraggiato la mescolanza di deportati e abitanti nativi in cui vivevano al fine di abolire la loro precedente identità etnica e religiosa a favore di una nuova identità "assira" condivisa.

## Riferimento biblico
Il reinsediamento degli israeliti conquistati dall'impero neo-assiro era menzionato nell'Antico Testamento, che venne chiamato la "cattività assira". Il primo avvenne nel 734 a.C. ed è riportato in 15:29. Tiglatpileser III sconfisse un'alleanza che includeva re Pekah d'Israele, occupò la Palestina settentrionale e quindi ordinò a un gran numero di israeliti di trasferirsi nell'Assiria vera e propria. La seconda deportazione iniziò dopo il 722 a.C. ed è riferita in Re II 18:11–12. Il successore di Pekah, il re Osea, si ribellò contro l'Assiria nel 724 a.C. e Salmanassar V (successore di Tiglat-Pileser) assediò Samaria che fu finalmente catturata nel 722 a.C. dal suo successore, Sargon II. Dopo la caduta di Samaria, 27.280 persone (secondo i registri assiri) furono deportate in vari luoghi dell'impero, principalmente a Guzana nell'entroterra assiro, nonché nelle città dei Medi nella parte orientale dell'impero (odierna Iran). Le città dei Medi furono conquistate dall'Assiria solo nel 716 a.C., sei anni dopo la caduta della Samaria, il che suggerisce che il trasferimento richiese anni per essere pianificato prima di essere attuato. Allo stesso tempo, persone provenienti da altre parti dell'impero furono reinsediate nella regione spopolata.